# Žatčany
Žatčany är en ort i Tjeckien.   Den ligger i regionen Södra Mähren, i den sydöstra delen av landet, 200 km sydost om huvudstaden Prag. Žatčany ligger 194 meter över havet och antalet invånare är 785.
Terrängen runt Žatčany är platt. Runt Žatčany är det ganska tätbefolkat, med 100 invånare per kvadratkilometer. Närmaste större samhälle är Brno, 15,0 km nordväst om Žatčany. Trakten runt Žatčany består till största delen av jordbruksmark.